# Orthosia benepicta
Orthosia benepicta là một loài bướm đêm trong họ Noctuidae.